# エムケイ (タクシー会社)

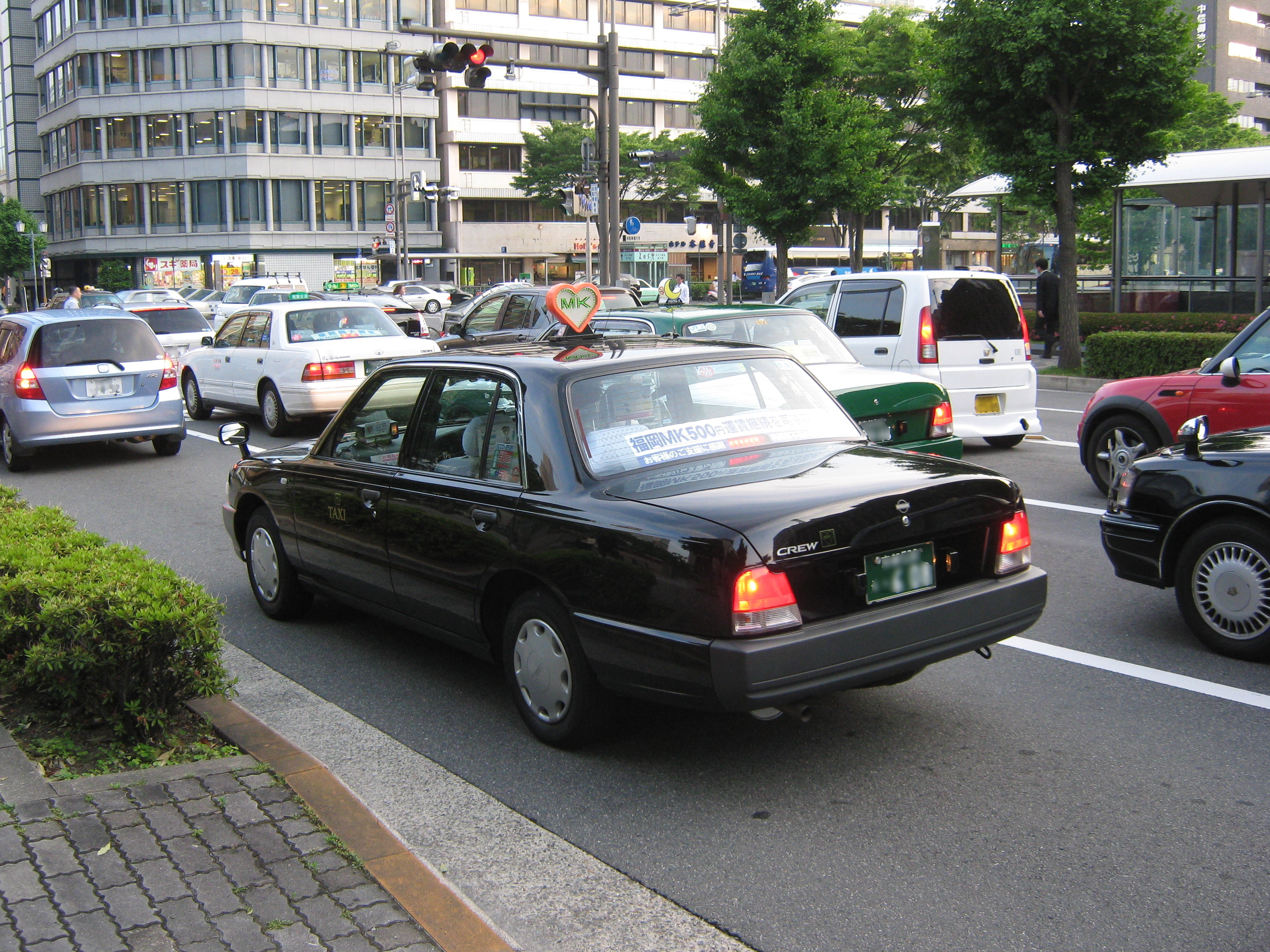
エムケイタクシー

エムケイ株式会社（MK株式会社という表記も、英：MK Co.,Ltd.）は、京都府京都市南区に本社を置くタクシー会社。

## 概要
1960年に青木定雄が「ミナミタクシー」を創業する。「MK」は創業当時の名称である「ミナミタクシー」と後に併合した「桂タクシー」の頭文字を取ったものである。以前の本社は上賀茂営業所（北区上賀茂西河原町）にあった。登記上の本店は伏見営業所（伏見区竹田中川原町）にある。
福岡の第一交通産業グループ同様に全国展開を図っており、東京、大阪、兵庫、愛知、福岡、滋賀、北海道、沖縄に子会社を設立し営業する。
タクシー事業以外にも、エムケイ石油株式会社他関連各社と共にMKグループを展開、ガソリンスタンド、貸切・送迎バス、ボウリング場などを運営する。

## 歴史
- 1960年10月26日、ミナミタクシーとして創立。
- 1963年12月、桂タクシーの経営権を譲受。
- 1968年12月、駒タクシーの経営権を譲受。
- 1974年7月、三和交通の経営権を譲受。
- 1977年3月、ミナミタクシーと桂タクシーを合併、エムケイ株式会社に社名変更。
- 1983年9月、ハナエ・モリデザインの制服採用。
- 1997年3月27日、東京エムケイを設立。
- 1997年9月30日、大阪エムケイを設立。
- 2002年7月1日、名古屋エムケイを設立。
- 2002年9月10日、神戸エムケイを設立。
- 2003年3月、グループ会社の三和交通株式会社を吸収合併。
- 2003年8月、グループ会社の株式会社駒タクシーを統合。
- 2005年10月、創業45周年を迎え、制服も一新された。デザインは小篠ゆま。
- 2006年8月21日、エムケイを存続会社とし、アミューズメント事業の子会社エムケイ産業を吸収合併。
- 2008年2月1日、エムケイ八幡営業所（初代）を開設（2010年代中頃に一旦閉鎖したが、2022年に2代目の八幡営業所が石清水八幡宮駅前に再設置の上で八幡市に再進出）。
- 2008年3月21日、名古屋エムケイ本社が中区富士見町から現在地へ移転。
- 2008年7月16日、福岡エムケイを設立。
- 2008年7月28日、滋賀エムケイを設立。
- 2008年10月10日、札幌エムケイを設立。
- 2008年10月13日、神戸エムケイ須磨営業所を開設。
- 2009年12月14日、準備中だった広島エムケイの設立を断念し、広島市のつばめ交通[3]に事業譲渡。
- 2012年12月4日、韓国の中央日報と聯合ニュースが「日本のエムケイタクシー　韓国でレンタカー事業参入」と報道。
- 2018年10月1日、関空エムケイを設立。
- 2020年1月28日、新制服を発表。デザインは前回と同じ小篠ゆま[4]。
- 2022年6月、京都・滋賀・札幌・名古屋についてはエムケイホールディングスを持株会社とする体制に移行[5]。
- 2024年8月、グループ会社としてタクシー・ライドシェアを運行するNuVe（OTOMOタクシー）創業[6]。
- 2025年3月1日、名古屋エムケイが金山営業所を開設[7]。同月21日、沖縄エムケイがタクシー事業を開設[8]。

## 営業所

### 京都府
- エムケイ株式会社（本社：京都市南区西九条東島町）
  - 上賀茂営業所（京都市北区上賀茂西河原町）
  - 伏見営業所（京都市伏見区竹田中川原町）
  - 山科営業所（京都市山科区西野楳本町）
  - 洛西営業所（京都市西京区大枝中山町）
  - 宇治城陽営業所（宇治市広野町西裏）
  - 国道十条営業所（京都市南区上鳥羽北花名町）
  - 八幡営業所（八幡市八幡高坊）- 八幡市の営業所としては2代目。2022年に再進出。
- NuVe株式会社（OTOMOタクシー・京都市北区上賀茂西河原町）
  - 上賀茂営業所、宇治城陽営業所
    - 「OTOMOタクシー」のブランドでタクシーと日本版ライドシェアを運行する。

### 東京都
- 東京エムケイ株式会社（港区新橋）
  - 当初は「レモンガス」ブランドでLPガス事業を行うカマタ（現・アクアクララレモンガスホールディングス）との合弁であった（関係解消済）。

### 大阪府
- 大阪エムケイ株式会社（本社：大阪市西成区北津守）
  - 南営業所（大阪市西成区北津守）- 2023年6月14日からは本社を北営業所から移転。コールセンター業務は神戸エムケイにおいて実施[9]
  - 北営業所（豊中市二葉町。2023年6月13日までは大阪市北区大淀中。同日まで本社も置いていた）[10]
- 関空エムケイ株式会社（本社：泉佐野市中町）[11]

### 愛知県
- 名古屋エムケイ株式会社（本社：名古屋市北区金田町）
  - 本社営業所（名古屋市北区金田町）- コールセンター業務は京都エムケイにおいて実施。以前は神戸エムケイにおいて実施していた）
  - 金山営業所（名古屋市熱田区）- 2025年3月開設。
  - セントレア営業所（常滑市新開町）- 当営業所は知多交通圏に属しており、名古屋交通圏に属する名古屋本社や金山営業所とは営業区域が違うため、運賃体系が異なる。

### 兵庫県
- 神戸エムケイ株式会社（本社：神戸市中央区港島）
  - 本社営業所（神戸市中央区港島）
    - 三菱商事石油と提携しコンビニ、セルフ式ガソリンスタンドを営業所に併設している。
    - 当営業所に併設するコールセンターにて、京都・滋賀・札幌・名古屋・東京地区以外の無線配車業務を行っている。

  - 芦屋営業所（芦屋市陽光町）
  - 須磨営業所（神戸市須磨区白川字休間ヶ谷）

### 福岡県
- 福岡エムケイ株式会社（本社：福岡市中央区那の津）

### 滋賀県
- 滋賀エムケイ株式会社（本社：大津市石山寺）
  - 大津営業所（大津市石山寺）
  - 栗東営業所（栗東市高野）

### 北海道
- 札幌エムケイ株式会社（本社：札幌市白石区中央一条）
  - 本社営業所（札幌市白石区中央一条）
  - 千歳営業所（千歳市流通）

### 沖縄県
- 沖縄エムケイ株式会社（本社：那覇市宮城）- 2025年3月21日開設。

### 閉鎖等
- 京都府

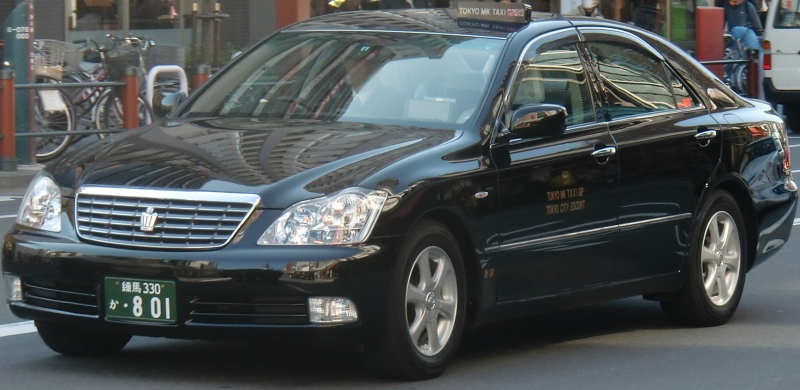
東京シティエスコートの車両

  - 西五条営業所（京都市右京区西院久保田町）- 元・駒タクシー本社営業所。
  - （初代）八幡営業所（八幡市八幡科手）- 2008年に設置するも2010年代中頃に一度撤退。
- 東京都
  - 元提携会社：株式会社東京シティエスコート（東京都新宿区戸塚町。現・ジャパンプレミアム東京）
    - 2005年、MKと提携して営業開始。2015年5月提携解消。2019年、ロイヤルリムジン（東京都）と提携[12][13]。2021年11月、ジャパンプレミアム東京に社名変更[14][15]。
- 広島県
  - 広島エムケイ - 設立を準備したが断念、広島市のつばめ交通に事業譲渡。

## 車両
一般タクシーとしてはガソリン車・ガソリンハイブリッド車・EVを順次導入している。従来はLPG車を導入していたが、2021年1月、同年8月までにLPG車の運用を終了すると発表、最終的に2022年2月にLPG車の使用を終了。自社運営のオートガス（LPガス）スタンドも2021年9月20日に閉鎖した。今後は2030年までに全車をEV、FCVなどZEV化を目標としている。
導入車種としてはカムリ、シエンタ、カローラフィールダーHV、セレナ、ルーミー、ソリオ、リーフなど多種にわたる。ハイグレード車としてはアルファードハイブリッド、BMW740eなどを導入。車種指定で配車した場合、別途車種指定料金がかかる場合がある（地域により、対象車種は異なる）。
EVについては現代自動車とのコラボレーションによりアイオニック5を2022年8月以降、順次導入。その後、コナも導入している。
過去の導入車種としては、クラウン、コンフォート、セドリック、クルーなど。NV200バネット タクシーは導入した実績があるが、ジャパンタクシーは1台も導入していない。開業当初からの導入車種については「MKメディア」で紹介されている。

## 運賃

### 運賃値下げ
地域ごとに統一された運賃体系が当然だった当時のタクシー業界に疑問を投げかけ、1982年、エムケイは当時の運輸省（現国土交通省）に対しいわゆる「運賃値下げ裁判」を起こした。この第一審で行政側（運輸省）が敗訴し、1989年に第二審で和解。それを受けて1993年に規制緩和（タクシーの「運賃の多様化と需給の弾力化」）が実施され、運賃の値下げが認可されてから、個人客がエムケイを選んで利用する現象が起き、京都エリアにおいて一時「ひとり勝ち」の状態となった。
しかし、1997年にゾーン運賃制が採用されると都タクシーが値下げ（エムケイは即時に追随）。さらに2002年にアオイ自動車及びギオン自動車が値下げ。中型タクシーにおいても2004年に京聯自動車に最安値の座を奪われるなど、最安値競争が勃発するに至った。
他都市進出時も低料金を設定し差別化を図っていた。2010年代には公定幅下限を下回る運賃の値上げを求めた運輸局を相手取り、運賃変更命令の差し止めを求めて提訴したこともある。
しかし、令和に入ってからは乗務員の人材確保や待遇改善を理由に値上げを実施しており、以前のような安値一辺倒ではなくなってきている。
なお、法人のチケット客が多い東京MKについては2006年に他社と同じ運賃に値上げ、2007年12月時は運賃を据え置いたが、その後深夜早朝割増が1割増のほかは大手他社と同じ運賃へ値上げ、2024年3月21日からは深夜割増も他社同様の2割増しとなっている。

### 運賃体系
- 車種を指定して配車した場合、車種指定料金がかかる場合がある。地域・車種により、金額は異なる。
- 京都ではかつて「きもの割引」として和装で乗車すると1割引していたが、2021年12月1日をもって終了し抽選でのポイント還元に移行した[31]。
- 自社独自のチャージ式プリペイドカード兼ポイントカード「TACPO」を導入している。

## 諸問題
同社は、独創的な経営・サービスで京都のタクシー会社の大手の一つとして成長し、タクシー業界における規制緩和の「きっかけ」を創った会社である。具体的には、ハイヤー並のドア開閉サービス、新卒採用の学士ドライバー(1975年)、禁煙車両(1992年)、きもの割引(2003年)、空港乗り合いタクシー、月2回の『エムケイ新聞』発行など、既存事業者にないアイデアを次々と打ち出し、同業他社と比べ安価な運賃で、予約の多いタクシー会社との評価を得た。
その一方で、「オーナー」青木定雄自身による「運転指導」における従業員へのパワハラ、衆議院国土交通委員会において車両・備品の運転手負担制が問題とされる（→#賃金制度の問題を参照）等している。2010年2月17日、福岡エムケイが国を相手に起こした訴訟の意見陳述において青木義明社長は、国側がエムケイ側の経営手法などに対し憲法に定められる「公共の福祉」に反すると明言した、と述べている。

### 賃金制度の問題
1969年、「MKシステム」と称する給与体系を導入。他社の歩合制が売上に一定の賃率をかけて給与を算出するのに対し、売上から一定の経費（燃料や修理代、会社の事務費用、制服代など）を差し引いたものが給与というもの。売上が高ければ他社より乗務員の取り分が増え、コスト意識が高まり経費削減にもなるという。
一方、これは実質的には道路運送法違反の「リース制」で、労働基準局通達に反する超累進的な歩合給であるとの指摘があり、国会でも取り上げられている（2009年6月9日、第171回国会の衆議院国土交通委員会、穀田恵二議員による質問）。

### 賃金未払い訴訟
2005年8月25日、大阪エムケイの元運転手らが「賃金を不当に大幅カットされた」として未払い賃金分など総額約7000万円の支払いを求め大阪地裁に提訴。正規の時間外手当が支払われないほか、労使協定にない控除で1か月の支給額を「0円」や数千円とされ、労働基準監督署が是正を勧告したケースもあると主張。2009年9月24日、大阪地裁は大阪エムケイに対し、1人については時効を理由に請求を退けたが、9人に付加金を含めた計約5590万円を支払うよう命じ、確定。
2012年12月5日、 札幌エムケイの元運転手の男女7人が、未払い賃金計約1800万円（1人最大414万円）の支払いを同社に求め札幌地裁に提訴。訴状によると、同社は10分以上の停車を休憩時間として扱うほか、飲酒検査や点呼、帰社後のタクシーの洗車時間を労働時間に含めていない。原告側はこれらの時間（計約3時間）にも賃金が支払われるべきだとしている。原告側弁護士によると、7人は給与明細と自ら作成していた出勤記録から請求額を算出した。2013年9月には、さらに札幌エムケイ元運転手22人も同様に平均1人当たり120万円、総額2090万円の不払い分を求め提訴。併合して審理され、当初札幌エムケイ側は争う姿勢であったが、2015年1月、原告29人に総額2000万円を支払うことで和解が成立した。
2013年、12月までに相次いで東京エムケイの運転手らが、未払い賃金の支払いを求め東京地裁に提訴。請求額は約4億円。最終的には全従業員の1割近い約50人になる見通しと報じられた。同社はハローワークの求人票などで「固定月給35万円」として運転手を募集。だがたとえ月8日から9日の公休日以外すべて出勤しても、基本給に諸手当を加えた月額は約20万円にしかならないという。また営業前の車の点検や営業終了後の洗車、運行記録の記入など1日約2〜3時間が残業時間に算入されない。このため月額10万〜30万円が未払いだと主張している。だが同社側は「固定月給35万円」は公休日に出勤した手当や残業代なども含む、点検や洗車に2時間もかからず、その前後合計30分を勤務時間に算入しているなどと反論している。2017年5月15日、これら訴訟のうち、元運転手12人が未払い賃金など約7千万円の支払いを求めた訴訟について東京地裁判決。時間外手当の一部などが未払いだったと認め、東京エムケイに計約2100万円の支払いを命じた。判決では入社後の教習期間の手当が労働基準法で定めた賃金を下回っていたとした。教習終了後も、時間外手当を算定するための労働時間について「車庫に戻ってから30分後が退勤時刻」とした東京エムケイの主張を「洗車や日報記入などの作業は30分ですべて完了しない」とし退けた。

### 行政処分
2006年12月26日、関東運輸局は東京エムケイ株式会社に対し「法令遵守について適切な指導監督を怠っていたこと他4件の違反」があったとして行政処分。

## テレビ番組
- 日経スペシャル ガイアの夜明け（テレビ東京）
  - タクシー戦国時代 〜都を狙え!若き武将たち〜（2004年4月6日）[52]
  - タクシーサバイバル～大不況時代を走り抜け～（2009年4月7日）[53] - 1万人雇用計画を取材。